# Ексархос
Ексархос (грч. Έξαρχος) је насељено место у општини Гребен у периферији Западна Македонија, Грчка. Према попису из 2021. године било је 37 становника.
Насеље је на попису из 1913. године имало 170 житеља Грка.